# Новая (Талицкий муниципальный округ)
Новая — деревня в Талицком городском округе Свердловской области, Россия.

## Географическое положение
Деревня Новая муниципального образования «Талицкого городского округа» Свердловской области находится в 45 километрах (по автотрассе в 53 километрах) к югу от города Талица, на левом берегу реки Беляковка (правый приток реки Пышма). В окрестностях деревни, в 1 километре к юго-западу расположено озеро Дальнее. В деревне находится пруд.

## Население
| 2002 | 2010 | 2021 |
| ---- | ---- | ---- |
| 219  | ↘141 | ↘96  |